# 야마베역
야마베역(일본어: 山部駅)은 일본 홋카이도 후라노시에 있는 홋카이도 여객철도 네무로 본선의 역이다. 역 번호는 T32이며, 상대식 승강장 2면 2선의 구조를 지닌 지상역이다.

## 역 주변
- 국도 제38호선
- 후라노 시청 야마베 지소
- 후라노 농업협동조합 (JA 후라노) 야마베 지소

## 역사
- 1900년 12월 2일 : 도카치 선의 신호정거장으로서 개설.
- 1901년 4월 1일 : 역으로 승격.
- 1987년 4월 1일 : 민영화에 따라, 홋카이도 여객철도로 이관.
- 2024년 4월 1일 : 후라노역 ~ 신토쿠역 구간 폐선과 함께 폐역.

## 인접 정차역
| 홋카이도 여객철도 네무로 본선 | 홋카이도 여객철도 네무로 본선 | 홋카이도 여객철도 네무로 본선 |
| ----------------------------- | ----------------------------- | ----------------------------- |
| T31 누노베 다키카와 방면      | 네무로 본선                   | 시모카나야마 T33 신토쿠 방면  |